# O Kang-chol
O Kang-chol (오강철?; 16 settembre 1993) è un sollevatore nordcoreano.

## Palmarès
- Mondiali

Pattaya 2019: argento nei 73 kg.
- Giochi asiatici

Giacarta 2018: oro nei 69 kg.
- Campionati asiatici

Aşgabat 2017: argento nei 69 kg.
Ningbo 2019: bronzo nei 73 kg.